# 斯托瓦爾 (亞利桑那州)
斯托瓦爾（英語：Stoval）是位於美國亞利桑那州尤馬縣的一個非建制地區。該地的面積和人口皆未知。

## 地理
斯托瓦爾的座標為32°45′54″N 113°37′20″W / 32.76500°N 113.62222°W，而該地的平均海拔高度為122米（即400英尺）。